# Ian Hudghton
Ian Stewart Hudghton (19 de septiembre de 1951) es un político escocés, presidente del Partido Nacional Escocés y es el actual diputado al Parlamento Europeo por Escocia.
Ha sido miembro del Parlamento Europeo desde 1998, cuándo ganó su asiento en un rara pro-elección de la Eurocámara, después de la muerte del diputado SNP MEP, Allan Macartney.
Desde las elecciones europeas de 2004, ha dirigido uno de los siete grupos más fuertes actuales de la Alianza Libre Europea en el Parlamento, el cual retiene su identidad propia dentro del grupo verde, Alianza Libre Europea.
Es miembro de la pesca, mercado interno y protección al consumidor y transporte y comités de turismo.
Antes de ser diputado había sido un agente de elección exitoso para John Swinney y Allan Macartney, un distrito y concejal Regional y el primer líder elegido del consejo unitario Angus después de su fundación en 1995/6.
En septiembre del 2005, Hudghton fue elegido presidente del SNP, tras la jubilación de Winnie Ewing.